# 阿爾特貝格山
47°26′01″N 8°25′14″E / 47.43356°N 8.42057°E

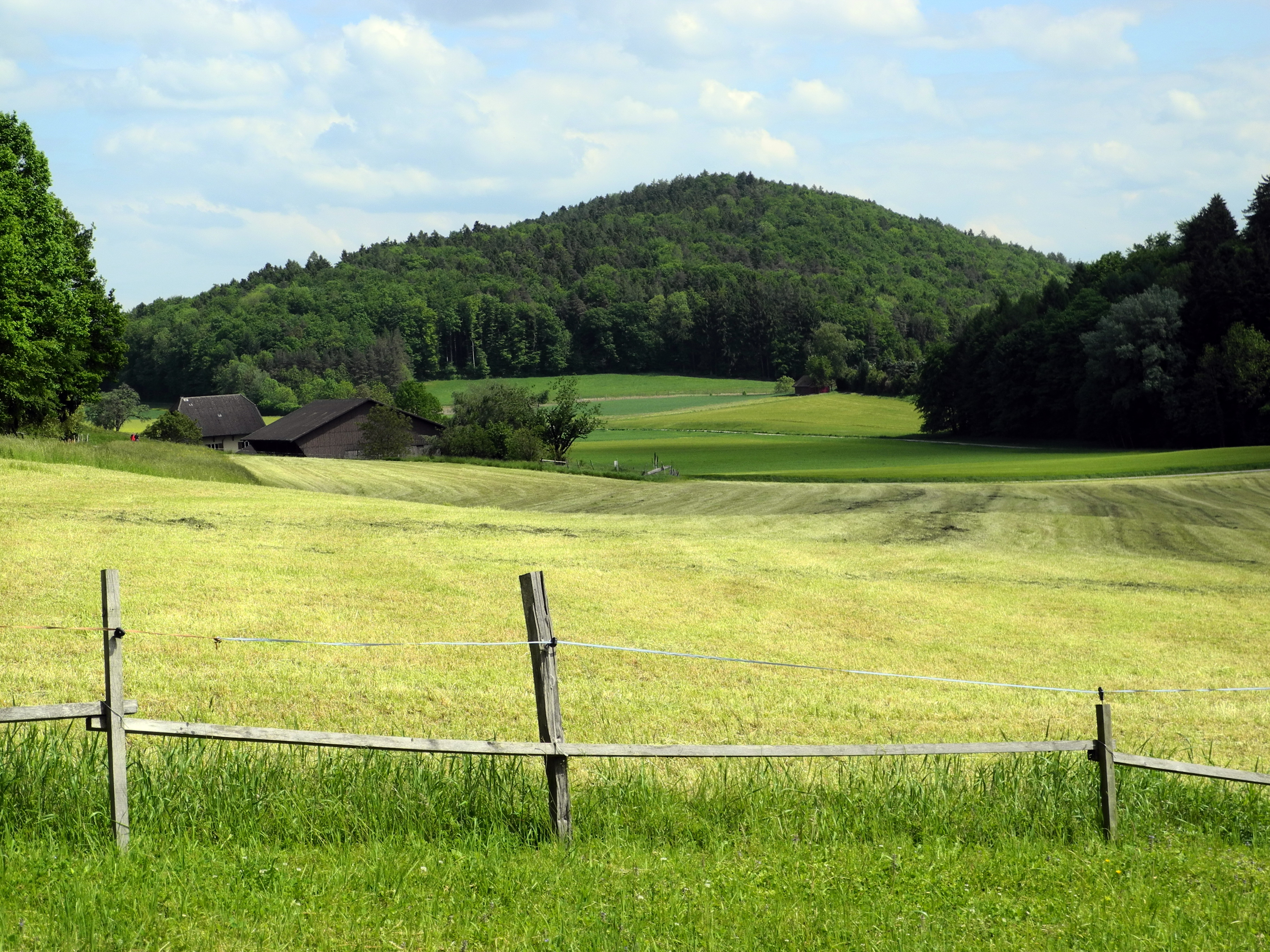

阿爾特貝格山（Altberg），是瑞士的山峰，位於該國北部，由蘇黎世州負責管轄，距離布克斯3.8公里，該山峰海拔高度為631米。